# Carrer de Can Rovira
El carrer de Can Rovira és un carrer originat al segle xviii al municipi de Subirats (Alt Penedès) inclòs a l'Inventari del Patrimoni Arquitectònic de Catalunya. Són les cases dels treballadors de la vinya, vinguts de fora, que tenen contractes censals i de rabassa morta amb l'antiga masia de Can Rovira. És l'època de l'expansió demogràfica i agrícola de la repoblació de la vinya. Carrer de cases entre mitgeres construïdes en una sola fase, compostes de planta baixa i pis, amb coberta de teula àrab a dues aigües. Generalment de dues crugies, tenen pocs elements decoratius i estan adaptades a un ús agrícola.